# Jornadas de Teatro de Éibar
Las Jornadas de Teatro de Éibar (España) comenzaron su andadura en la edición de 1977 y son organizadas desde el año 2013 por el Ayuntamiento de Éibar.
Se celebran habitualmente entre mediados de febrero y mediados de marzo y sus sedes principales son el Teatro Coliseo y el Teatro del Complejo Educativo de la Universidad Éibar-Ermua.
Las jornadas cuentan con buena respuesta por parte del público contando con 11000 espectadores la edición del 2004 o 8000 en la de 2024.
Participan tanto compañías profesionales como no profesionales y a las conferencias de apertura suelen acudir actores consagrados como Adolfo Marsillach, José Sacristán o Nuria Espert entre otros.

## Descripción
Sus comienzos se sitúan en 1977 en los que la Universidad Laboral de Éibar comenzó a utilizar sus instalaciones para albergar representaciones de teatro. En principio era una oferta cultural pensada inicialmente como actividad extraescolar dirigida a su alumnado y se fue abriendo poco a poco a toda la población de Éibar y su comarca.
Fueron años de importantes cambios sociales en España que posibilitaron la apertura de todo tipo de actividades culturales censuradas con anterioridad.
Juan Ortega fue su director desde los inicios hasta la edición del año 2019.
A las conferencias de apertura suele acudir un actor renombrado que se contrata gracias a contactos o por medio de los actores y colaboradores   Juan Diego, Imanol Arias o Iñaki Miramón.
Algunos hitos de su historia fueron entre otros:
En la edición de 1987 participó Horacio Czertok con sus métodos 'revolucionarios' en el teatro de la época.
En 1990 Abel y Gordon imprimieron desde Bruselas su personalidad en el teatro gestual.
En el XXV aniversario se contó con la participación de Fernando Arrabal.
La edición de 2005 arrancó con la obra Cinco horas con Mario, interpretada por Lola Herrera.
En el año 2008 actuó la compañía americana de danza Momix.
En 2012 actuó Els Joglars
En 2021 se representó  Señora de rojo sobre fondo gris con José Sacristán.
En 2023 Juan Echanove participó en las jornadas.
En 2024 actuaron Lolita Flores, Anabel Alonso y Rafael Álvarez,"El Brujo".
En resumen,  Éibar ha servido y sirve de marco a esta gran fiesta del teatro, que cada año reúne en esta localidad a los actores y compañías más destacadas del panorama vasco y estatal.